# Лагуна Бич (Калифорнија)
Лагуна Бич (енгл. Laguna Beach) град је у америчкој савезној држави Калифорнија. По попису становништва из 2010. у њему је живело 22.723 становника.

## Демографија
Према попису становништва из 2010. у граду је живело 22.723 становника, што је 1.004 (4,2%) становника мање него 2000. године.
| Група             | 2000.          | 2010.          |
| Белци             | 20.921 (88,2%) | 19.472 (85,7%) |
| Афроамериканци    | 190 (0,8%)     | 178 (0,8%)     |
| Азијати           | 494 (2,1%)     | 811 (3,6%)     |
| Хиспаноамериканци | 1.570 (6,6%)   | 1.650 (7,3%)   |
| Укупно            | 23.727         | 22.723         |